# Marimar
Marimar és una telenovela mexicana dirigida por Beatriz Sheridan, creada per Inés Rodena i produïda per Valentín Pimstein i Verónica Pimstein per a Televisa el 1994. És un remake de la telenovela de 1977 La venganza, que al seu torn es basa en la radionovela La indomable. Thalía i Eduardo Capetillo són els protagonistes romàntics de l'espectacle, mentre Chantal Andere interpreta el paper de malvada principal.